# La jefa
La jefa è un film del 2022 diretto da Fran Torres.

## Trama
La giovane Sofía realizza il proprio sogno di lavorare in un'azienda di moda, diventando l'assistente in prova della presidente Beatriz. Quando Beatriz scopre che Sofía è incinta e che, pur non volendo rinunciare al lavoro e non sentendosi pronta a diventare madre, non ha intenzione di abortire, le propone di vivere assieme a lei durante la gravidanza e di farle adottare il bambino a gravidanza conclusa, in cambio un cospicuo compenso e con l'accordo che Sofía non dovrà farsi vedere da nessuno mentre è incinta. Sofía accetta, ma con il passare delle settimane si sente sempre più una reclusa nella villa di Beatriz, così matura delle paure e dei ripensamenti.